# ون بيس (الموسم 6)
الموسم السَّادس من أنمي ون بيس، أُنتج بواسطة أستوديو توي أنميشن، وبإخراج يرواكي مياموتو وتوشينوري فوكوزاوا. بدأ بث الموسم في اليابان على قناة تلفزيون فوجي في 9 فبراير 2003م واستمر حتَّى 13 يونيو 2004م، بمجموع 52 حلقة. ومثل باقي المواسم تدور القصة حول مغامرات مونكي دي لوفي ورفاقه بناءً على فصول مانغا ون بيس.

## قائمة الحلقات

### «جزيرة السماء، سكايبيا»
| الرقم | عنوان الحلقة                                                                                         | تاريخ العرض الأصلي |
| ----- | --- | ------------------ |
| 144   | «سُجّلت الوجهة التّالية! ماسيرا، ملك إنقاذ السّفن!» (奪われた記録!サルベージ王マシラ!)                   | 9 فبراير 2003      |
| 145   | «ظهور وحوش! لا تعبثوا مع قراصنة اللّحية البيضاء» (怪物登場!白ひげ一味には手を出すな)                  | 16 فبراير 2003     |
| 146   | «كفاكم حُلمًا! موكتاون، بلدة السّخرية!» (夢を見るな!嘲りの街モックタウン!)                              | 23 فبراير 2003     |
| 147   | «قراصنة في القمّة! رجل يتحدّث عن الأحلام وملك اكتشاف الأعماق!» (海賊の高み!夢を語る男と海底探索王)     | 9 مارس 2003        |
| 148   | «عائلة أسطوريّة! نولاند الكذّاب» (伝説の一族!「うそつきノーランド」)                                   | 16 مارس 2003       |
| 149   | «أديروا الدّفّة نحو السّحاب! الإمساك بطائر الجنوب!» (雲舵いっぱい!サウスバードを追え!)                  | 23 مارس 2003       |
| 150   | «الأحلام لا تتحقّق؟ بيلامي ضدّ تحالف ساروياما!» (幻想は叶わない!?ベラミーVS猿山連合)                   | 13 أبريل 2003      |
| 151   | «رجل المائة مليون! أعلى سلطة في العالم وقراصنة اللّحية السّوداء» (一億の男!世界最高権力と海賊黒ひげ)   | 20 أبريل 2003      |
| 152   | «الانطلاق نحو السّماء! ركوب تيّار المحيط الصّاعد» (船は空をゆく!突き上げる海流に乗れ)                   | 27 أبريل 2003      |
| 153   | «الإبحار في البحر الأبيض! فارس السّماء والبّوابة في السّحب» (ここは空の海!空の騎士と天国の門)           | 4 مايو 2003        |
| 154   | «أرض الإله، سكايبيا! ملائكة على شاطئ السّحب!» (神の国スカイピア!雲の渚の天使たち)                     | 11 مايو 2003       |
| 155   | «الأرض المقدّسة المحرّمة! الجزيرة التي يعيش فيها الإله وحُكم الجنّة!» (禁断の聖地!神の住む島と天の裁き!) | 18 مايو 2003       |
| 156   | «مجرمون بهذه السرعة؟ حماة قوانين سكايبيا» (早くも犯罪者!?スカイピアの法の番人)                       | 8 يونيو 2003       |
| 157   | «هل الهروب ممكن؟ شروع تحدي الإله!» (脱出なるか!?動きはじめた神の試練!)                               | 15 يونيو 2003      |
| 158   | «فخّ في شارع الحب! الإله العظيم إينيل» (ラブリー通りの罠!全能なる神エネル)                            | 22 يونيو 2003      |
| 159   | «تقدّم أيّها الغراب، إلى المذبح القرباني» (すすめカラス丸!生贄の祭壇を目指せ)                          | 6 يوليو 2003       |
| 160   | «نسبة النجاة %10! ساتوري، سيّد التعاويذ!» (生存率10%!心綱使いの神官サトリ!)                           | 13 يوليو 2003      |
| 161   | «محنة الكرات! صراع يائس في الغابة الضّائعة» (「玉の試練」の脅威!迷いの森の死闘)                       | 20 يوليو 2003      |
| 162   | «تشوبّر في خطر! الإله السّابق ضدّ الكاهن شورا!» (チョッパー危うし!元神VS神官シュラ)                     | 3 أغسطس 2003       |
| 163   | «غموض عميق! محنة الخيوط ومحنة الحبّ؟!» (摩訶不思議!紐の試練と恋の試練!?)                              | 10 أغسطس 2003      |
| 164   | «أشعلوا نيران شاندورا! المحارب وايبر!» (シャンドラの灯を燈せ!戦士ワイパー)                           | 14 أغسطس 2003      |
| 165   | «جايا، مدينة الذّهب في السّماء! لنتّجه إلى ضريح الإله!» (天空の黄金卿ジャヤ!目指せ神の社!)              | 24 أغسطس 2003      |
| 166   | «مهرجان عشيّة البحث عن الذّهب! مشاعر نحو "فيرث"!» (黄金前夜祭!「ヴァース」への想い!)                   | 7 سبتمبر 2003      |
| 167   | «ظهور الإله إنيل! أنشودة فراق للنّاجين!» (神·エネル登場!!生き残りへの夜明曲)                          | 21 سبتمبر 2003     |
| 168   | «تكشّر أفعى ضخمة عن أنيابها! بدأت معركة النّجاة أخيرًا» (牙むく大蛇!遂に始まる生き残り合戦)             | 12 أكتوبر 2003     |
| 169   | «هجوم الانعكاس المميت! عزيمة «شيطان الحرب» وايبر» (捨身の排撃!!「戦鬼」ワイパーの覚悟)               | 19 أكتوبر 2003     |
| 170   | «معركة حامية في الهواء! القرصان زورو ضدّ المحارب براهام» (空中の激戦!海賊ゾロVS戦士ブラハム)          | 19 أكتوبر 2003     |
| 171   | «البازوكا المُحرقة الهادرة!! لوفي ضدّ شيطان الحرب وايبر» (唸る燃焼砲!!ルフィVS戦鬼ワイパー闘)          | 26 أكتوبر 2003     |
| 172   | «محنة المستنقع! تشوبّر ضدّ زعيم السّماء غيداتسو!!» (沼の試練!チョッパーVS神官ゲダツ!!)                  | 2 نوفمبر 2003      |

### «جزيرة السماء، الجرس الذهبي»
| الرقم | عنوان الحلقة                                                                                    | تاريخ العرض الأصلي |
| ----- | ----------------------------------------------------------------------------------------------- | ------------------ |
| 173   | «قوى لا تُهزم! الكشف عن هيئة إنيل الحقيقيّة!» (無敵の能力!明かされるエネルの正体)                 | 9 نوفمبر 2003      |
| 174   | «مدينة غامضة! أطلال شاندورا الكبرى!» (幻の都!雄大なるシャンドラの遺跡!!)                        | 16 نوفمبر 2003     |
| 175   | «نسبة النجاة 0%! تشوبر ضد أوم! الكاهن السيّاف!» (生存率0%!!チョッパーVS神官オーム)               | 21 ديسمبر 2003     |
| 176   | «تسلّق جاك العملاق. مقاتلة مميتة عند الأطلال العليا!» (巨大豆蔓”を登れ!!上層遺跡の死闘)          | 11 يناير 2004      |
| 177   | «محنة الحديد! قتال الأشواك البيضاء المميت!» (鉄の試練の真骨頂!白荊デスマッチ!!)                 | 18 يناير 2004      |
| 178   | «القطع المتفجر! زورو ضد أوم!» (ほとばしる斬撃!ゾロVS神官オーム!!)                               | 25 يناير 2004      |
| 179   | «الآثار العليا المنهارة! خماسي الخاتمة!» (崩れゆく上層遺跡!終曲への五重奏!!)                    | 1 فبراير 2004      |
| 180   | «مواجهة في الآثار القديمة! هدف الإله إنيل!» (古代遺跡の対決!神·エネルの目的)                    | 8 فبراير 2004      |
| 181   | «طموحٌ صوب فيرث الخالدة! الفُلك ماكسيم!» (限りない大地への野望方舟マクシム!!)                     | 15 فبراير 2004     |
| 182   | «تواجها أخيرًا! القرصان لوفي ضدّ الإله إنيل!» (遂に激突!海賊ルフィVS神·エネル!!)                  | 22 فبراير 2004     |
| 183   | «سطوح ماكسيم! تفعيل ديثبيا» (マクシム浮上!動き始めたデスピア!!)                                 | 29 فبراير 2004     |
| 184   | «سقوط لوفي! حُكم إنيل وأمنيّة نامي!» (ルフィ落下!神の裁きとナミの望み!!)                          | 7 مارس 2004        |
| 185   | «استفاقة الاثنين! في جبهة عمليّة إنقاذ الحبّ حامية الوطيس» (目覚めた二人!燃える恋の救出前線!!)    | 14 مارس 2004       |
| 186   | «نزوة اليأس! الهلاك الوشيك لجزيرة السّماء!» (絶望への狂想曲迫り来る空島の消滅!!)                 | 21 مارس 2004       |
| 187   | «مُرشدٌ من قِبل صوت الجرس! حكاية المحارب العظيم والمستكشف!» (鐘の音の導き!大戦士と探検家の物語)    | 28 مارس 2004       |
| 188   | «التحرّر من التّعويذة! يذرف المحارب العظيم الدّموع!» (呪縛からの解放!大戦士が流した涙!!)           | 28 مارس 2004       |
| 189   | «صديقان إلى الأبد! يتردّد صدى جرس العهدِ عبر البحار العاتية!» (永遠の親友!大海原に響く誓いの鐘)   | 4 أبريل 2004       |
| 190   | «اندثار جزيرة الملائكة! رعب مجيء تحيّة البرق!» (エンジェル島消滅!雷迎降臨の恐怖!!)               | 25 أبريل 2004      |
| 191   | «أسقط العملاق جاك! آخر أمل للهروب!» (巨大豆蔓を倒せ!脱出への最後の望み)                         | 2 مايو 2004        |
| 192   | «معجزة في أرض الإله! أغنيّة الحبّ الّتي أدركت مسامع الملائكة» (神の国の奇跡!天使に届いた島の歌声)  | 9 مايو 2004        |
| 193   | «نهاية المعركة! الفانتازيا الفخورة الّتي يتردّد صداها بعيدًا!» (戦いの終焉!遠く響く誇り高き幻想曲) | 23 مايو 2004       |
| 194   | «وصلت إلى هنا! الحكاية الّتي يُؤلّفها البونيغليف!» (我ここに至る!歴史の本文が紡ぐもの)             | 6 يونيو 2004       |
| 195   | «إلى البحر الأزرق! نهايةٌ محاكة بالمشاعر!» (いざ青海へ!!想いが織りなす最終楽章)                  | 13 يونيو 2004      |

## إصدارات الأقراص

#### اليابانية
| المجلد                      | المجلد                        | المجلد   | الحلقات       | تاريخ الإصدار | المراجع |
| --------------------------- | ----------------------------- | -------- | ------------- | ------------- | ------- |
|                             | 6thシーズン 空島·スカイピア篇 | piece.01 | 144–146       | 4 أغسطس 2004  | [ 22 ]  |
| piece.02                    | 6thシーズン 空島·スカイピア篇 | 147–149  | 1 سبتمبر 2004 | [ 23 ]        |         |
| piece.03                    | 6thシーズン 空島·スカイピア篇 | 150–152  | 6 أكتوبر 2004 | [ 24 ]        |         |
| piece.04                    | 6thシーズン 空島·スカイピア篇 | 153–155  | 3 نوفمبر 2004 | [ 25 ]        |         |
| piece.05                    | 6thシーズン 空島·スカイピア篇 | 156–158  | 1 ديسمبر 2004 | [ 26 ]        |         |
| piece.06                    | 6thシーズン 空島·スカイピア篇 | 159–161  | 13 يناير 2005 | [ 27 ]        |         |
| piece.07                    | 6thシーズン 空島·スカイピア篇 | 162–164  | 2 فبراير 2005 | [ 28 ]        |         |
| piece.08                    | 6thシーズン 空島·スカイピア篇 | 165–167  | 3 مارس 2005   | [ 29 ]        |         |
| piece.09                    | 6thシーズン 空島·スカイピア篇 | 168–170  | 6 أبريل 2005  | [ 30 ]        |         |
| piece.10                    | 6thシーズン 空島·スカイピア篇 | 171–173  | 1 مايو 2005   | [ 31 ]        |         |
| 6thシーズン 空島·黄金の鐘篇 | piece.01                      | 174–176  | 1 يونيو 2005  | [ 32 ]        |         |
| 6thシーズン 空島·黄金の鐘篇 | piece.02                      | 177–179  | 6 يوليو 2005  | [ 33 ]        |         |
| 6thシーズン 空島·黄金の鐘篇 | piece.03                      | 180–182  | 3 أغسطس 2005  | [ 34 ]        |         |
| 6thシーズン 空島·黄金の鐘篇 | piece.04                      | 183–185  | 7 سبتمبر 2005 | [ 35 ]        |         |
| 6thシーズン 空島·黄金の鐘篇 | piece.05                      | 186–188  | 5 أكتوبر 2005 | [ 36 ]        |         |
| 6thシーズン 空島·黄金の鐘篇 | piece.06                      | 189–191  | 2 نوفمبر 2005 | [ 37 ]        |         |
| 6thシーズン 空島·黄金の鐘篇 | piece.07                      | 192–193  | 7 ديسمبر 2005 | [ 38 ]        |         |
| 6thシーズン 空島·黄金の鐘篇 | piece.08                      | 194–195  | 11 يناير 2006 | [ 39 ]        |         |
| ONE PIECE Log Collection    | ”سكايبيا“                     | 144-159  | 24 يونيو 2011 | [ 40 ]        |         |
| ONE PIECE Log Collection    | ”الإله“                       | 160-179  | 22 يوليو 2011 | [ 41 ]        |         |
| ONE PIECE Log Collection    | ”الجرس“                       | 180-195  | 26 أغسطس 2011 | [ 42 ]        |         |

## الملاحظات
1. 1 2  ترتيب الحلقات حسب أستوديو توي أنيميشن.
2. 1 2  ترجمة عناوين الحلقات وفق منصة كرانشي رول.
3. 1 2  تاريخ صدور الحلقات حسب عرضها على تلفزيون فوجي.
4. ↑  هذه الحلقة عُرِضت على شكل حلقة خاصة بالاشتراك مع أنميات أخرى.